# Negasonic Teenage Warhead
Negasonic Teenage Warhead — Cabeza Nuclear Adolescente Negasónica en España — (Ellie Phimister), es un personaje que aparece en los cómics estadounidenses publicados por Marvel Comics. El personaje fue creada por Grant Morrison y Frank Quitely, y lleva el nombre de la canción «Negasonic Teenage Warhead» de Monster Magnet. El personaje es un mutante que muestra poderes telepáticos y precognitivos, y es una estudiante de Emma Frost.
El personaje aparece en las películas Deadpool (2016) y Deadpool 2 (2018), aunque con un aspecto diferente y un cambio en sus poderes. Su aparición se hizo a través de un acuerdo entre 20th Century Fox y Marvel Studios, que permitió a Marvel Studios usar a Ego el Planeta Viviente en la película de 2017 Guardianes de la Galaxia vol. 2 a cambio de cambiar los poderes del personaje. En Deadpool y Deadpool 2, Negasonic Teenage Warhead es miembro de los X-Men, interpretada por la actriz Brianna Hildebrand; ella fue el primer personaje LGBT en protagonizar una película de superhéroe que presenta abiertamente a una pareja del mismo sexo.

## Historial de publicaciones
Negasonic Teenage Warhead apareció por primera vez en New X-Men #115 (2001), escrito por Grant Morrison e ilustrado por Frank Quitely.

## Biografía del personaje
Ellie Phimister era una adolescente de Genosha y una estudiante de la clase de telepatía de Emma Frost. Durante una sesión de tutoría, Ellie reportó tener una pesadilla recurrente cincuenta veces la noche anterior en la que todas las personas en Genosha eran exterminadas. Luego, señaló que ella había experimentado la misma visión durante la clase. Casi simultáneamente, los Centinelas Salvajes de Cassandra Nova aparecen en Genosha y acaban con la mitad de la población mutante del mundo: dieciséis millones de personas.
Llevando lo que parecía ser el cadáver de Ellie, Emma Frost, que había sobrevivido al genocidio gracias a la manifestación de su mutación secundaria, convirtiéndola en diamante, fue encontrada por los X-Men Bestia y Jean Grey. Emma proclamó que la adolescente, que se había llamado a sí misma Negasonic Teenage Warhead, sea un crédito a su familia y la raza mutante y luego sufrió una crisis nerviosa cuando se enteró de que Ellie había muerto.

### Ilusión
Mucho más tarde, Negasonic Teenage Warhead fue vista viva como miembro de la última encarnación del Círculo Íntimo del Club Fuego Infernal, junto con Cassandra Nova, Sebastian Shaw, Perfección, y Emma Frost. El nuevo Círculo Íntimo atacó a los X-Men en el Instituto Xavier. Mientras Shaw, Frost y Nova lidiaban con Bestia, Wolverine y Coloso, Ellie dijo que ella tuvo un sueño de Kitty Pride reduciendo el núcleo de la Tierra y era incapaz de parar; la sugerencia causó que Kitty Pride pierda el control de sus poderes de reducción.
Más tarde, un Cíclope comatoso despierta y comienza a disparar a los miembros del club, incluyendo Ellie, con una pistola. Se revela, sin embargo, que Ellie y todos los demás miembros del Club del Fuego Infernal eran proyecciones de la mente de Emma Frost; estas proyecciones desaparecieron después de que se revelaron como ilusiones.
Después de escuchar el nombre en clave de Negasonic Teenage Warhead, Kitty Pryde comenta, "Guau, nos hemos quedado sin nombres."

### Necrosha
Durante el evento de Necrosha, Negasonic Teenage Warhead se revela entre la población mutante de Genosha muerta que la resucitó el Virus Transmodal por Selene y Eli Bard. Sin embargo a diferencia de los otros mutantes resucitados, Ellie no está bajo control de Selene como se ve cuando se negó a decirle a la Reina Negra su nombre verdadero. Ellie aparentemente murió una vez más cuando la Reina Negra absorbió las almas de toda la población mutante difunta de Genosha.

### Marvel AHORA!
Ellie se mantuvo viva después de los eventos de Necrosha cuando regresa con un cambio de look inexplicable en apariencia física, ya que ahora tiene el pelo corto y castaño (en lugar del largo cabello negro) y su piel ya no está pálida. Ella usa sus habilidades telepáticas y precognitivas para establecer una vida nueva y mundana para ella en un suburbio de Albuquerque. Marvel AHORA! Deadpool y los Mercs por Dinero la capturan a instancias de una organización llamada Umbral Dynamics, sin saber que el grupo intenta desviar su poder hacia la Presencia. Después de su rescate y la derrota de Presence, Negasonic Teenage Warhead se une a la encarnación de Domino de Mercs por Dinero al costado Hit-Monkey.
Mientras Wade estaba enojado porque Domino le había robado su equipo, ella eligió animarlo mientras estaba en una operación para S.H.I.E.L.D., usando sus poderes para hacer disfraces temáticos de Deadpool para todos. Más tarde se revela después de que los Mercs sondearon a sus empleadores mientras recibían su paga, que se les asignó a Hit-Monkey como enlace para supervisar su progreso. En verdad, sin embargo, lo enviaron a vigilar a Ellie porque S.H.I.E.L.D. desconfiaba de sus crecientes habilidades.
Durante una pelea en un futuro alternativo provocada por la intervención de Negasonic en la historia de Inhumans vs. X-Men, el conflicto entre las dos razas con superpoderes nunca se apagó. En su lugar, se inflamaron aún más por el fanático inhumano Lash que instigó una cacería de brujas contra los mutantes, que él considera que han blasfemado contra la nube T-Mist y, en respuesta a las muertes de mutantes causadas por ellos, Magneto lanzó un contraataque que terminó por diezmar el mundo. Ella eligió esconderse en las profundidades del Amazonas con un enclave de mutantes que estaban cansados de todas las peleas con los Inhumanos, pero Lash y su tribu pronto los alcanzaron cuando los Mercs de Deadpool los condujeron inadvertidamente hasta allí. Como Deadpool yacía muriendo debido a que el primero absorbía sus energías, la futura Negasonic viaja al pasado para arreglar su error de alterar la T-Cloud evitando así otro paralelo distópico.
Negasonic es el único de los Mercs que permanece en el empleo de Deadpool después de su deserción a Hydra durante el Imperio Secreto y posterior borrado de memoria al final de The Despicable Deadpool, ayudándolo a administrar un nuevo negocio llamado "Deadpool, Gun / Swords for Hire".

## Poderes y habilidades
En New X-Men # 115, Ellie estaba en la Clase de Telepatía de Emma Frost, presumiblemente convirtiéndola en telépata.
En X-Force # 24, Ellie es la única persona consciente de que Proteus ha poseído a Destiny y muestra sus habilidades precognitivas anunciando a Selene el regreso inminente de su victorioso círculo interno.
Durante en Deadpool & the Mercs for Money vol. 2 serie, Ellie mostró una serie de nuevas habilidades que anteriormente carecía, creando una casa y un hogar para ella de la nada con sus pensamientos. Ella es capaz de dominar a una hueste de mercenarios capacitados, militares o con entrenamiento único en combates mano a mano, además de exhibir habilidades físicas sobrehumanas más allá de lo normal, luchando contra jugadores como Scorpia y Titania.
Durante la serie, Ellie muestra incluso mayores cantidades de poder y capacidades dentro de ella. Tiene la capacidad de aprovechar, generar y absorber energía radioactiva en sí misma, permitiéndose realizar hazañas como fabricar objetos de la nada como ropa o refugio y levitar a las personas u objetos con su mente.
Más tarde se revela que el nuevo poder de Ellie proviene de la capacidad de manipular la realidad a un nivel cuántico. En un futuro distópico alternativo, Negasonic usó sus poderes para alterar la nube de Terragen y hacerla inofensiva para los mutantes, una exhibición adicional de este poder latente se deriva de reorganizar la materia y la energía en diferentes formas a voluntad; como la transformación de Darkforce de Jack Chain se une a las mariposas, alternando el fuego de Inferno en monos en llamas, desensamblando mentalmente las armas de Domino y Gorilla-Man y creando duplicados energizados de sí misma a voluntad.

## En otros medios

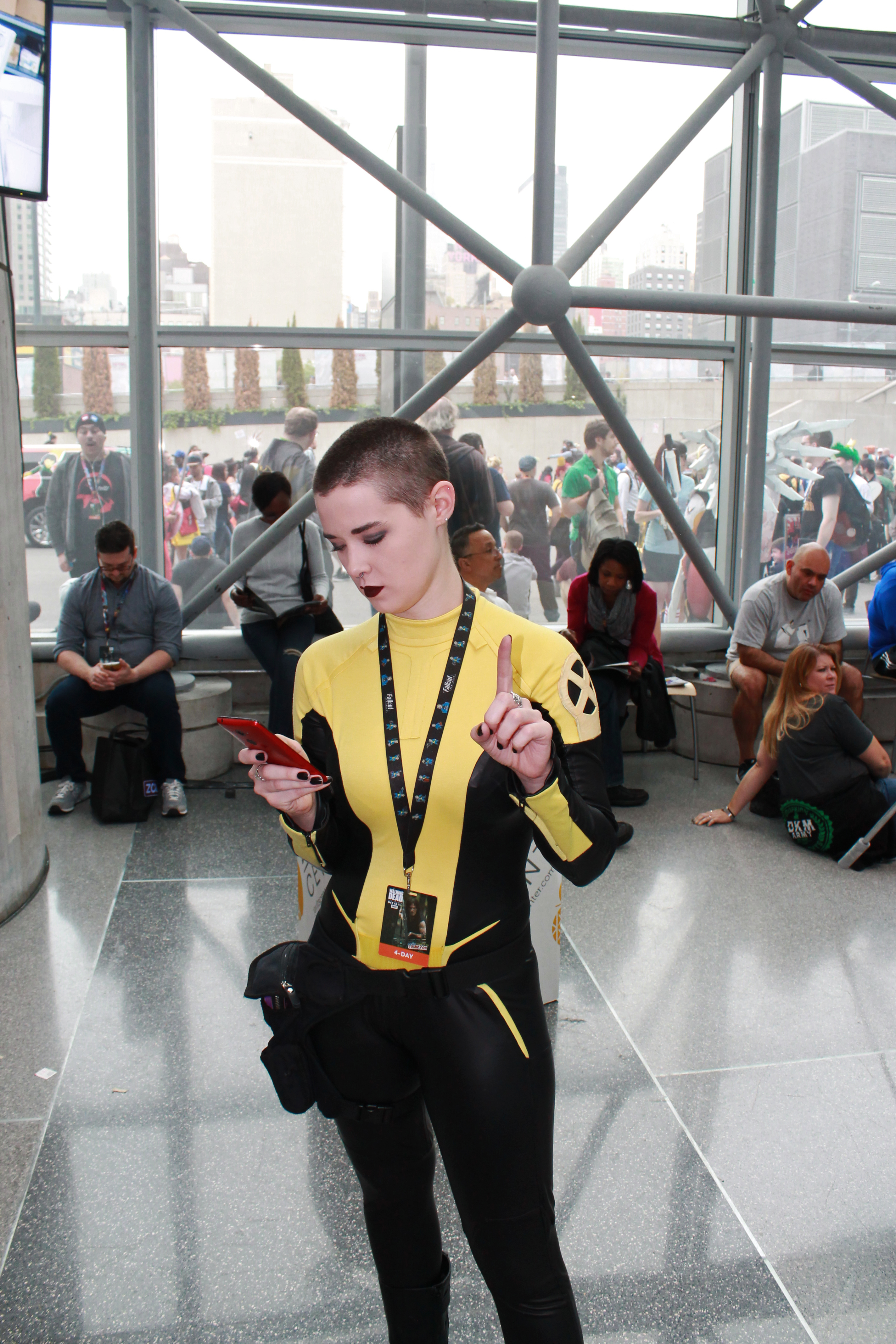
Cosplay de Negasonic Teenage Warhead en la New York Comic Con.

### Película
- Negasonic Teenage Warhead aparece en la película Deadpool (2016), interpretada por Brianna Hildebrand.[22] Aunque era un oscuro personaje de cómic, los escritores la seleccionaron porque les gustaba su nombre. También pensaron que una chica gótica con poderes de Cannonball sería una mejor opción para la película que usar el mismísimo Cannonball. En la película, los poderes de Negasonic se alteran levemente, agregando la capacidad de detonación telekinética dentro de cierto radio de ella, visualizado en la película como una burbuja de energía en expansión que evoca explosiones de plasma y atómicas. Ella es retratada como una joven aprendiz de X-Men que está emparejada con Coloso donde intentan que Deadpool se una a los X-Men. Negasonic Teenage Warhead es descrita por Deadpool como una adolescente estereotipada que "tiene que ver con silencios hoscos y largos, seguidos por comentarios mezquinos y luego más silencios", y hace honor a esa descripción al ignorar ocasionalmente sus burlas con su teléfono celular. Deadpool también está asombrado por su nombre, que según él es "el nombre más genial que haya existido". Ella y Coloso más tarde ayudan a Deadpool en su lucha contra Ajax ayudando a Coloso a derrotar a Angel Dust después de que los dos villanos secuestraran a Vanessa Carlysle.
- Negasonic Teenage Warhead aparece en Deadpool 2 (2018), con Brianna Hildebrand repitiendo su papel.[23] Ya es un miembro de pleno derecho de los X-Men en lugar de una aprendiz y ahora está saliendo con Yukio. Inicialmente aparece junto a Coloso para entrenar a Deadpool como un X-Men y luego ella y Yukio se presentan para ayudar a Coloso a derrotar a Juggernaut.[23] En los créditos medios, Negasonic ayuda a Yukio a reparar el dispositivo de viaje en el tiempo de Cable para que Deadpool lo use. Después de que Wade desaparece, ella expresa reservas en lo que acababan de hacer diciendo "¿Qué hemos hecho?".
- Negasonic Teenage Warhead regresará en la próxima película Deadpool & Wolverine (2024) del Universo cinematográfico de Marvel.[24]En 2024, Negasonic fue invitada a la fiesta de cumpleaños sorpresa de Wilson en su apartamento, junto con Yukio y Coloso, así como el resto de amigos de Wilson. Unos días después de que Wilson salvó su universo para proteger a sus amigos, ella se encuentra con los demás en una cena, junto con Logan y Laura, al conocerlos.

### Videojuegos
- Negasonic Teenage Warhead aparece como un personaje jugable en Marvel Future Fight.[25][26][27]
- Negasonic Teenage Warhead aparece como un personaje jugable en Marvel Strike Force.[28][29]
- Negasonic Teenage Warhead aparece en Marvel Puzzle Quest.[30]
- Negasonic Teenage Warhead aparece en Marvel Snap.[31]
- Negasonic Teenage Warhead aparece como un personaje jugable en Marvel Contest of Champions.[32]